# Kírov (Adiguèsia)
Kírov (en rus Киров) és un khútor de la República d'Adiguèsia, a Rússia. Es troba a la vora del riu Labà, a 8 km al nord de Khakurinokhabl i a 30 km al nord de Maikop. Pertany a l'aül de Khakurinokhabl.